# Diséléniure de diphényle
Le diséléniure de diphényle (Ph2Se2) est un composé chimique de formule C6H5–Se–Se–C6H5. Analogue du disulfure de diphényle C6H5–S–S–C6H5, il se présente sous la forme d'un solide orangé, toxique comme le sont les composés du sélénium. On l'obtient généralement par oxydation d'un benzènesélénoate, base conjuguée du benzènesélénol C6H5SeH obtenue par l'action d'un réactif de Grignard tel que le bromure de phénylmagnésium C6H5MgBr sur du sélénium :
PhMgBr + Se → PhSeMgBr
2 PhSeMgBr + Br2 → Ph2Se2 + 2 MgBr2.
La géométrie de la molécule de diséléniure de diphényle appartient au groupe de symétrie C2, comme le peroxyde d'hydrogène et les molécules apparentées, avec une liaison Se–Se longue de 229 pm, un angle dièdre C–Se–Se–C de 82° et des angles C–Se–Se voisins de 110°.
Le diséléniure de diphényle peut être réduit en sélénoate alcalin par réduction :
Ph2Se2 + 2 Na → 2 PhSeNa.
Le benzènesélénoate de sodium PhSeNa formé est un nucléophile pour introduire le groupe benzènesélényle PhSe– par substitution nucléophile d'halogénoalcanes, de sulfonates d'alkyle (mésylates et tosylates) et d'époxydes. Il peut également être chloré :
Ph2Se2 + Cl2 → 2 PhSeCl.
Le PhSeCl est un électrophile puissant, utilisé pour introduire des groupes PhSe– en réagissant avec un large éventail de nucléophiles, tels que des énolates, des éthers d'énol silylés, des réactifs de Grignard, des organolithiens, des alcènes et des amines.  
Le Ph2Se2 lui-même est également une source de groupes PhSe– faiblement électrophiles en réagissant avec des nucléophiles énergiques tels que des organomagnésiens, des organolithiens et des esters d'énolates — mais pas les énolates de cétones ou des nucléophiles plus faibles. Le PhSeCl est à la fois plus réactif et plus efficace que le Ph2Se2 dans la mesure où la moitié du sélénium de ce dernier est perdu dans la réaction :
Ph2Se2 + Nu− → PhSeNu + PhSe−.